# Ahmad Benali
Ahmad Benali (ur. 7 lutego 1992 w Manchesterze) – libijski piłkarz angielskiego pochodzenia występujący na pozycji pomocnika we włoskim klubie Crotone. Wychowanek Manchesteru City, w swojej karierze grał także w takich zespołach jak Rochdale, Brescia, US Palermo oraz Delfino Pescara 1936. Ma za sobą grę w reprezentacji Anglii do lat 17 oraz kadrze Libii.

## Statystyki kariery
(aktualne na dzień 13 sierpnia 2016)
| Klub                        | Sezon              | Liga               | Liga  | Liga   | Puchar kraju | Puchar kraju | Puchar ligi | Puchar ligi | Europa | Europa | Suma  | Suma   |
| Klub                        | Sezon              | Liga               | Mecze | Bramki | Mecze        | Bramki       | Mecze       | Bramki      | Mecze  | Bramki | Mecze | Bramki |
| --------------------------- | ------------------ | ------------------ | ----- | ------ | ------------ | ------------ | ----------- | ----------- | ------ | ------ | ----- | ------ |
| Manchester City             | 2010/11            | Premier League     | 0     | 0      | 0            | 0            | 0           | 0           | 0      | 0      | 0     | 0      |
| Rochdale (wyp.)             | 2011/12            | League One         | 2     | 0      | 0            | 0            | 1           | 0           | –      | –      | 3     | 0      |
| Manchester City             | 2011/12            | Premier League     | 0     | 0      | 0            | 0            | 0           | 0           | 0      | 0      | 0     | 0      |
| Brescia                     | 2012/13            | Serie B            | 10    | 0      | 1            | 0            | –           | –           | –      | –      | 11    | 0      |
| Brescia                     | 2013/14            | Serie B            | 34    | 4      | 2            | 0            | –           | –           | –      | –      | 36    | 4      |
| Brescia                     | 2014/15            | Serie B            | 35    | 9      | 3            | 0            | –           | –           | –      | –      | 38    | 9      |
| US Palermo                  | 2015/16            | Serie A            | 0     | 0      | 0            | 0            | –           | –           | –      | –      | 0     | 0      |
| Delfino Pescara 1936 (wyp.) | 2015/16            | Serie B            | 39    | 5      | 0            | 0            | –           | –           | –      | –      | 39    | 5      |
| Delfino Pescara 1936        | 2016/17            | Serie A            | 0     | 0      | 0            | 0            | –           | –           | –      | –      | 0     | 0      |
| Ogólnie w karierze          | Ogólnie w karierze | Ogólnie w karierze | 120   | 18     | 6            | 0            | 1           | 0           | 0      | 0      | 127   | 18     |